# Zachvatkinibates shaldybinae
Zachvatkinibates shaldybinae är en kvalsterart som beskrevs av Valerie M. Behan-Pelletier och Eamer 2005. Zachvatkinibates shaldybinae ingår i släktet Zachvatkinibates och familjen Punctoribatidae. Inga underarter finns listade i Catalogue of Life.